# Johannes Pfefferkorn
Pour les articles homonymes, voir Pfefferkorn.
Johannes Pfefferkorn, né Josef Pfefferkorn vers 1469 peut-être en Moravie ou à Nuremberg (Saint-Empire) et mort le 22 octobre 1521 à Cologne, est un juif allemand de la Renaissance converti au christianisme devenu missionnaire. Devenu un adversaire acharné du judaïsme, il est l'auteur de plusieurs pamphlets antijudaïques et le fer de lance de la campagne de confiscation des livres juifs de l'empereur Maximilien Ier. A partir de 1510, il se trouve impliqué dans une controverse qui l'oppose à Johannes Reuchlin, catholique considérant le judaïsme avec intérêt. Cette controverse se poursuit jusqu'au début des années 1520, mais à ce moment, un problème plus grave pour l'Église catholique est apparu : la Réforme protestante, initiée en 1517 par Martin Luther.

## Biographie

### Origines familiales et formation
Les origines de Pfefferkorn son mal connues mais il serait né sous le nom de Josef dans une famille juive, probablement en Moravie ou à Nuremberg, et affirme avoir été instruit dans le judaïsme par son oncle, le rabbin Mer (ou Meir) Pfefferkorn, rabbin juridiquen à Prague. D'après les adversaires, il aurait exercé la profession de boucher.
Il déménage avec sa femme et ses enfants dans le sud du Saint-Empire romain germanique puis à Cologne vers 1500. Il y est emprisonné après avoir été reconnu coupable de vol par le baron Heinrich von Gutenstein. Libéré en 1504, il est baptisé sous le nom de Johannes avec sa femme (baptisée Anna) et au moins un de ses fils (baptisé Laurentius). Son parrain est le conseiller municipal de Cologne Johann Byse. Si Pfefferkorn insista toujours sur la sincérité de sa conversion, ses détracteurs affirmèrent qu’il n’avait fait ce choix que par crainte de représailles de la part des Juifs en raison de ses crimes passés.
Après sa conversion, Pfefferkorn devient prédicateur itinérant dans plusieurs villes de l'espace germanique et commence à formuler une mission chrétienne à l’égard des Juifs, s’autodésignant comme un apôtre laïc. Ce projet est encouragé par les Franciscains réformés, puis par les Dominicains de Cologne,.

### Les pamphlets de Pfefferkorn et la campagnes contre les livres juifs
Entre 1507 et 1509, il publie ses premiers écrits polémiques, notamment Der Judenspiegel (Le miroir des Juifs), dans lequel il développe une rhétorique missionnaire virulente, dénonçant les livres juifs comme hérétiques, mensongers et antichrétiens.
En 1509, Pfefferkorn obtient un mandat impérial de l’empereur Maximilien Ier, grâce à l’intervention de sa sœur Cunégonde d'Autriche, qui le charge d'enquêter sur les livres utilisés dans les communautés juives. Soutenu par l'archevêque de Mayence Uriel von Gemmingen, les Dominicains et l'Université de Cologne, il milite pour leur confiscation, voire leur destruction, notamment du Talmud et de la littérature post-biblique,.
Cette initiative déclenche une vive controverse lorsque Johannes Reuchlin, juriste et hébraïste renommé, lui oppose un avis juridique (Ratschlag) en 1510, défendant les livres juifs pour leur valeur philologique et théologique. Pfefferkorn réagit par une série de pamphlets violents, dont le Handtspiegel (1511), attaquant Reuchlin et justifiant sa mission. Reuchlin lui répond par l’Augenspiegel (1511), qui reprend et développe ses arguments contre la censure. La querelle s’intensifie dans les années suivantes et quatre autres écrits polémiques de Pfefferkorn sont publié : le Brandspiegel (1512), Sturm Glock (1514), Defensio (1516, Beschirmung en allemand) et le Streitbüchlein (1516). Pfefferkorn et les Dominicains cherchent aussi à faire condamner Reuchlin pour hérésie, mais ce dernier est acquitté en 1514, acquittement confirmé en appel en 1516. En 1520, toutefois, le pape Léon X condamne l’Augenspiegel.

### Dernières années et postérité
Pfefferkorn publia son dernier pamphlet, Ein mitleidliche Klag (Une plainte compatissante), en 1521. Ne bénéficiant pas d'autorisation d'impression, son imprimeur fut condamné à de la prison.
Il demeura d'au plus tard 1513 à sa mort, en 1521, dans un hôpital urbain de Cologne, dont il avait été nommé administrateur par le conseil municipal de la ville à la demande de son parrain Johann Byse.
En raison de son opposition à Johannes Reuchlin, les partisans de celui-ci menèrent une campagne de dénigrement virulente contre Pfefferkorn. Il fut dépeint comme un boucher inculte, converti opportuniste, voire prêtre sans ordination qui aurait profané l’Eucharistie. Des pamphlets satiriques circulent, dont les Lettres des hommes obscurs, qui le ridiculisent et le présentent comme l’incarnation de l’ignorance et du fanatisme. Philippe Mélanchthon, dans un hommage posthume à Reuchlin (1552), dresse un portrait particulièrement noir de Pfefferkorn, le réduisant à un simple serviteur du dominicain inquisitorial Jakob van Hoogstraeten — ce que rien ne permet de prouver.

## Publications
- Der Judenspiegel (Speculum Adhortationis Judaicæ ad Christum), Nuremberg, 1507
- Der Warnungsspiegel (The Mirror of Warning)
- Die Judenbeicht (Libellus de Judaica Confessione sive Sabbate Afflictionis cum Figuris), Cologne, 1508
- Das Osterbuch (Narratio de Ratione Pascha Celebrandi Inter Judæos Recepta), Cologne et Augsbourg, 1509
- Der Judenfeind (Hostis Judæorum), Cologne et Augsbourg, 1509
- In Lib und Ehren dem Kaiser Maximilian (In Laudem et Honorem Illustrissimi Imperatoris Maximiliani), Cologne, 1510
- Handtspiegel (de), Mayence, 1511
- Der Brandspiegel, Cologne, 1513
- Die Sturmglocke, Cologne, 1514
- Streitbüchlein Wider Reuchlin und Seine Jünger (Defensio Contra Famosas et Criminales Obscurorum Virorum Epistolas), Cologne, 1516
- Eine Mitleidige Clag Gegen den Ungläubigen Reuchlin, 1521